# Anok Yai

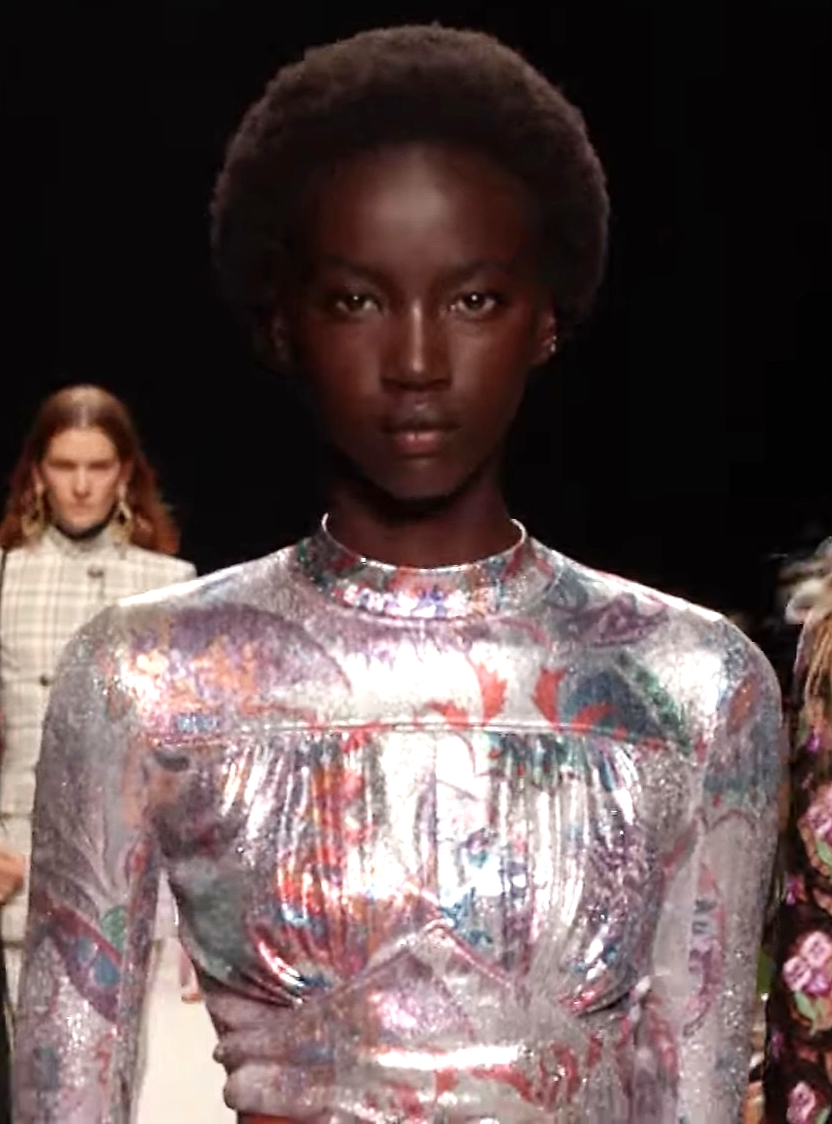
Anok Yai, 2019

Anok Yai (* 20. Dezember 1997 in Kairo, Ägypten) ist ein US-amerikanisches Model südsudanesischer Herkunft.

## Biografie
Yai wurde in Kairo geboren und zog mit ihrer Familie nach Manchester, New Hampshire, als sie drei Jahre alt war. Ihre Mutter ist Krankenschwester und ihr Vater arbeitet für die gemeinnützige Organisation Easterseals, ihre Schwester Alim ist ihre Managerin und Finanzberaterin. Sie absolvierte die Manchester High School West und besucht die Plymouth State University, wo sie Biochemie studiert und beabsichtigt, Ärztin zu werden.
Yai wurde im Oktober 2017 während der „homecoming week“ der Howard University vom Fotografen Steve Hall entdeckt, der sie bat, ein Foto von ihr machen zu dürfen. Er postete das Bild auf Instagram und sammelte über 20.000 Likes. Modelagenturen, darunter IMG Models, baten darum, sich bei ihnen zu melden. Sie entschied sich schließlich, bei Next Management zu unterschreiben.
Innerhalb von vier Monaten wurde sie das erste sudanesische Model, das eine Prada-Modenschau eröffnete. Dies gilt als eine sehr hohe Leistung in der Modebranche, da Prada viele Karrieren gestartet hat. Sie ist nach Naomi Campbell das zweite schwarze Model, die eine Prada-Show eröffnet hat.
Yai zählt derzeit zu den „Top 50“-Modellen von models.com. 2019 war sie auf dem Cover der Vogue Japan und 2020 auf dem Cover der Vogue Niederlande und Vogue Deutschland zu sehen. Im September 2021 erschien sie zusammen mit anderen Models wie Ariel Nicholson, Bella Hadid und Kaia Gerber auf dem Cover der Vogue. Im Februar 2022 war sie mit weiteren schwarzen Models auf dem Cover der britischen Vogue abgebildet. Im Oktober 2024 lief Yai in New York City für Victoria’s Secret.